# Dawid Gutter
Dawid Gutter (ur. ?, zm. w 1943 w KL Plaszow) – polski handlarz pochodzenia żydowskiego, komisarz Rady Żydowskiej (Judenratu) w getcie krakowskim. 

## Życiorys
Pochodził ze Śląska. Przed wojną był właścicielem sklepu z żurnalami w Bielsku i zajmował się handlem (był komiwojażerem). W czasie okupacji niemieckiej ściśle współpracował z Niemcami. Był pracownikiem Rady Żydowskiej w Tarnowie (zjamował się zamówieniami do warsztatów), a następnie po odwołaniu z funkcji prezesa Judernatu w getcie krakowskim dr Artura Rosenzweiga został wyznaczony na jego następcę. Niemcy rozwiązali Radę Żydowską i ustanowili komisaryczny zarząd getta z Gutterem w roli komisarza, który miał do pomocy radę przyboczną. Jako komisarz getta nadzorował kolejne akcje deportacyjne z getta i jego likwidację. Chorował na gruźlicę. Latem 1943 został wywieziony do KL Plaszow i tam rozstrzelany jesienią tego samego roku w okolicach kąpieliska wraz z żoną i 3 dzieci.